# Monchique
Monchique es una villa portuguesa perteneciente al distrito de Faro, región del Algarve, con cerca de 5400 habitantes.

## Geografía
Es sede de un municipio con 396,15 km² de área y 5462 habitantes (2021), subdividido en 3 freguesias. El municipio limita al norte con el municipio de Odemira, al este con Silves, al sur con Portimão, al suroeste con Lagos y al oeste con Aljezur.

## Demografía
| Gráfica de evolución demográfica de Monchique entre 1849 y 2021 |
|                                                                 |
| Datos según el nomenclátor publicado por el INE portugués.      |

## Freguesias
Las freguesias de Monchique son las siguientes:
- Alferce
- Marmelete
- Monchique

## Historia
El municipio de Monchique fue creado en 1773, por el desmembramiento del municipio de Silves.